# Човекът от Ларами
„Човекът от Ларами“ (на английски: The Man from Laramie) е уестърн на режисьора Антъни Ман, който излиза на екран през 1955 година.

## Сюжет
Тайнственият Уил Локхарт осигурява доставки за склада на Барбара Вагоман в Коронадо, изолиран град в страната на Апачите. Не след дълго той е заплетен с Дейв Вагоман, злобен син на собственика на ранчо Алек и братовчед на сладката Барбара. Той се размотава из града. Неговото присъствие е катализатор за промени в живота на хората и търси някого, когото не познава, някого, който е продавал пушки на Апачите.

## В ролите
| Актьор        | Роля            |
| ------------- | --------------- |
| Джеймс Стюарт | Уил Локхарт     |
| Артър Кенеди  | Вик Хансбро     |
| Доналд Крисп  | Алек Вагоман    |
| Кати О`Донъл  | Барбара Вагоман |
| Алекс Никол   | Дейв Вагоман    |
| Алин Макмахон | Кейт Канади     |
| Уолас Форд    | Чарли О'Лиъри   |
| Джак Елам     | Крис Болд       |